# Hilding Köhler
Hilding Köhler (1888–1982) est professeur de météorologie à l'université d'Uppsala, en Suède, qui a été un des pionniers de la recherche en physique des nuages. Il a notamment mené des études théoriques et expérimentales sur la croissance et la condensation de gouttelettes d'eau sur des noyaux hygroscopiques. Un résultat important et souvent cité de ses recherches théoriques a abouti à la célèbre courbe de Köhler. Il a également apporté d'importantes contributions aux études théoriques sur la turbulence atmosphérique.

## Biographie
Hilding Köhler est né à Tranemo en 1888, fils d'Agnes Hulteni Fredrika Molander et d'Anders Leonard Köhler,. Son père était un instituteur, né Anders Leonard Johannisson, mais il a changé son nom en Köhler lors de son stage d'instituteur pour une raison inconnue. La famille a déménagé à Borås en 1901 afin que Hilding puisse fréquenter le gymnasium de cette ville. Il termina ses études à la « Latin-läroverket » en 1909. La même année, Köhler commença ses études à l'Université d'Uppsala et obtint son BA en 1912 et son MA en 1913.

### Début de carrière

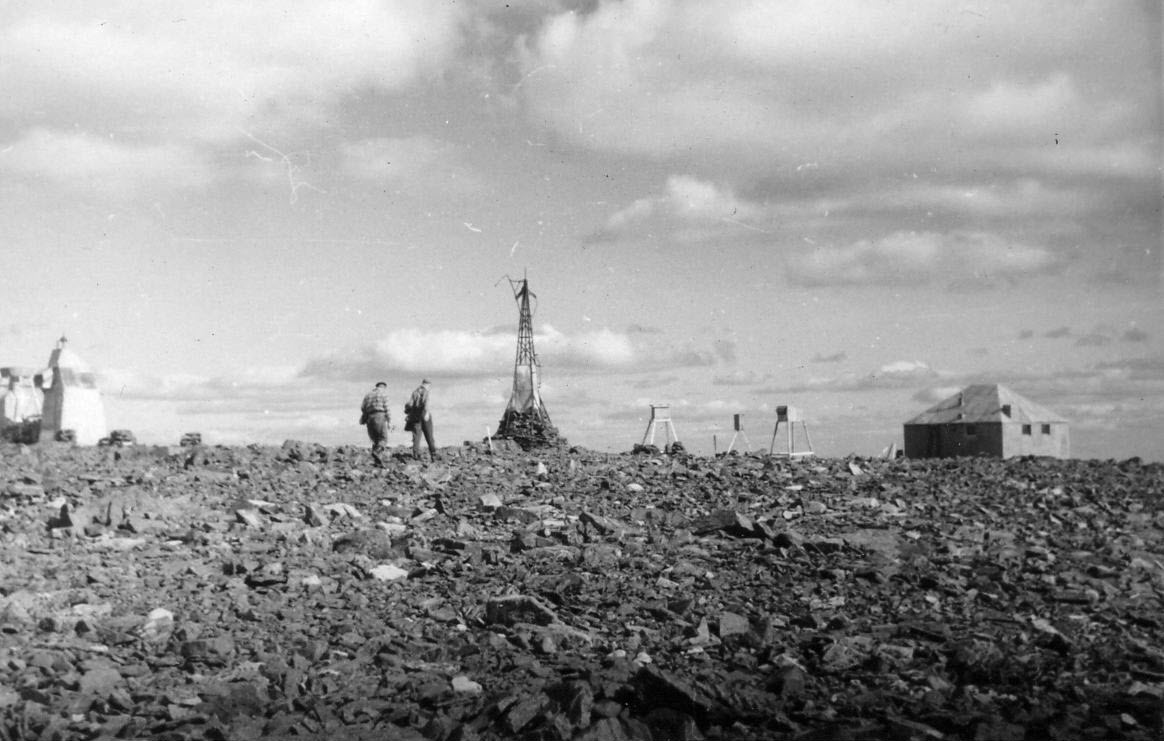
Observatoire de Pårtetjåkkå.

En 1914, il accepta une offre d'Axel Hamberg pour être assistant à l'observatoire météorologique nouvellement créé sur la montagne Pårtetjåkkå, à 1 830 mètres d'altitude, au nord de Kvikkjokk dans le parc national de Sarek. Alors qu'il vivait dans les nuages, la neige et la glace, son intérêt se tourna vers l'étude de cet environnement. C'est la Première Guerre mondiale et il va s'enrôler mais en est libéré en raison de son service à Pårtetjåkkå. De 1914 à 1916, il est passé d'assistant à directeur de l'observatoire météorologique.
Au cours des années 1917 et 1918, il est passé assistant au bureau Nautisk-Meteorologiska de Stockholm. De la fin de 1918 à 1926, Köhler est devenu directeur de l'observatoire de Haldde situé au sommet du mont Haldde, à 900 mètres au-dessus de l'Altafjord où il a effectué des mesures d'évaporation et de condensation sur les surfaces enneigées.

### Recherches à Uppsala

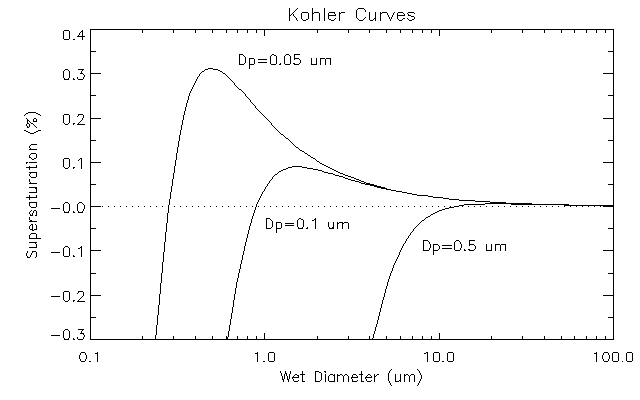
Courbe de Köhler de la sursaturation en pourcentage versus le diamètre des gouttelettes de nuage avec un noyau de condensation de NaCl. La sursaturation est nécessaire pour que ces dernières continuent à grossir passé le diamètre critique indiqué par le pic.

Il a obtenu son doctorat à l'Université d'Uppsala en 1925 alors qu'il était encore en Norvège. Il a quitté l'année suivante avec la fermeture de l'observatoire de Haldde (après un court séjour à Tromsö) pour devenir « maître de conférences » à l'Institut météorologique d'Uppsala et a été élu professeur en 1936 pour succéder à Filip Åkerblom.
Les recherches sur la neige et les nuages à Pårtetjåkko et Haldde ont donné lieu à plusieurs publications ainsi qu'à des aspects théoriques de la physique des nuages. Le chlore sous forme de sels (en particulier le chlorate de sodium) dans le brouillard et les nuages ainsi que la taille des gouttelettes ont fait l'objet d'un article célèbre de 1933. Un autre ouvrage sur le même sujet, mais comprenant une analyse de la teneur en chlore de l'eau de mer portait sur la comparaison des noyaux de condensation dans les nuages et celle de l'eau de mer. En 1936, il a publié un article démontrant sa théorie de la croissance des gouttes de nuages sur de tels noyaux de condensation où est apparu son célèbre graphique reliant le diamètre du noyau à la sursaturation de l'air nécessaire.
L'institut météorologique d'Uppsala était situé dans l'« Observatorieparken » depuis la fin du XIXe siècle. La chaire comprenait alors une maison adjacente de huit pièces, très adaptée à sa famille de six enfants et à sa nouvelle épouse. Le sismographe hébergé dans un bâtiment adjacent faisait à l'époque partie de l'institut. Le « Instrumenthuset », un autre petit bâtiment séparé, abritait le météorographe Theorell, une station météorologique automatique, enregistrant la température depuis 1853. Un nouveau bâtiment de l'Institut fut achevé en 1949 à l'initiative de Kōhler, également situé dans l'observatorieparken.
En 1947-48, Kŏhler établit également un observatoire comprenant une tour de 30 m de haut à Märsta, une petite communauté au nord d'Uppsala. La vitesse du vent et la température étaient mesurées et enregistrées à plusieurs hauteurs de la tour. La plupart des instruments étaient construits dans l'atelier de l'Institut d'Uppsala. La tour a té démolie dans les années 1980 en raison de la corrosion.
Une deuxième chaire de météorologie spécialisée dans les prévisions météorologiques a été instituée et maintenue par Tor Bergeron sur la recommandation de Köhler en 1949. L'institut comptait 2 à 3 postes au niveau d'assistant. Ces derniers avaient pour tâche quotidienne de faire des observations météorologiques, notamment d'étalonner les relevés du thermomètre du « Theorell ». L'institut a ses racines dans les travaux d'Anders Celsius et Köhler avait un vif intérêt à soutenir cet héritage et les observations quotidiennes en faisaient partie, tout comme la conservation des enregistrements et instruments originaux, y compris le thermomètre Celsius.
Kŏhler s'est aussi intéressé à la climatologie et a acquis un spectrophotomètre Dobson pour la mesure de l'ozone stratosphérique, collectant des données entre 1951 et 1986. Il a pris sa retraite de professeur à l'université d'Uppsala en 1955 mais est resté actif dans son domaine. Il est décédé d'un cancer à l'âge de 93 ans le 7 avril 1982.

## Notoriété
Hilding Köhler a publié un grand nombre d'articles et d'ouvrages dont ses plus connus portent sur la condensation dans l'atmosphère, la formation des nuages, la météorologie dynamique et la climatologie. Il a fait partie du Conseil météorologique et hydrologique et, de 1950 à 1958, du Comité international sur l'ozone. Il était membre de la Royal Meteorological Society de Londres, de la Société scientifique finlandaise, de la Deutsche Akademie der Wissenschaften et de l'Académie royale des sciences de Suède. Il a été reçu Commandeur de l'Ordre royal de l'Étoile polaire.

## Distinctions
- Commandeur de l'ordre royal de l'Étoile polaire